# بلک تام کسیدی
بلک تام کسیدی (به انگلیسی: Black Tom Cassidy) با نام اصلی توماس ساموئل ایمون کسیدی، یک شخصیت خیالی ابرشرور در کتاب‌های کامیک آمریکایی منتشر شده توسط مارول کامیکس است. این شخصیت اغلب به عنوان دشمن گروه ابرقهرمانی مردان ایکس، و پسر عمویش بانشی به تصویر کشیده می‌شود. او علاوه بر مبارزه با مردان ایکس، چندین دفعه نیز با شخصیت ددپول درگیر شده‌است. بلک تام کسیدی توسط نویسنده کریس کلیرمونت و طراح دیو کاکرام خلق شده‌است و برای اولین بار حضوری کوتاه در شمارهٔ ۹۹ از مجموعه کمیک مردان-ایکس غیرطبیعی (ژوئن ۱۹۷۶) داشت. او بعدها حضور کامل خود را در شمارهٔ ۱۰۱ از مردان-ایکس غیرطبیعی (سپتامبر ۱۹۷۶) انجام داد و پس از آن در نسخه‌های شمارهٔ ۱۰۲ (اکتبر ۱۹۷۶) و ۱۰۳ (نوامبر ۱۹۷۶) حضور پیدا کرد.